# ソードフィッシュ (イギリス潜水艦・初代)
ソードフィッシュ (HMS Swordfish) は、イギリス海軍の潜水艦。水上速力20ノット以上を発揮する高速潜水艦として計画された。そのため、機関に石炭式ボイラーと蒸気タービンを採用しているのが特徴である。

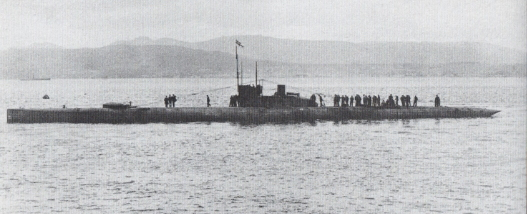
公試時のソードフィッシュ

蒸気潜水艦は当時、極めて稀な存在であり、黎明期に現れた一部の実験艦を除けば、本艦以外に蒸気機関または蒸気タービンを採用したものはK級潜水艦くらいであった。蒸気潜水艦全盛期が到来するには、原子炉の実用化を待たねばならない。

## 艦歴
ソードフィッシュは第一次世界大戦前にグリーノックのスコッツ・シップビルディング・アンド・エンジニアリング社により開発・建造が進められた。イタリア人設計者のチェーザレ・ラウレンティによってイギリス海軍向けに設計され、その仕様は当時の他国海軍の潜水艦にも流用された。1913年に建造が始められ、1916年3月16日に進水した。4月に S1 と改名され、排水量1,500トン、速力18ノットの高速蒸気潜水艦として完成した。
ジェフリー・レイトン中佐が艦長に着任し、実験潜水艦として運用されたが、K級同様、やはり蒸気潜水艦構想は失敗だと判断されたようで、1917年6月27日から1918年1月24日にかけて水上巡視艇に改装され、1917年7月には再びソードフィッシュと改名された。
ソードフィッシュは1918年10月30日にポーツマスでスクラップとして売却され、1923年にポーツコールで転売された。

## 同名艦
ソードフィッシュの名を持つ潜水艦はイギリス海軍において1916年に竣工した本艦の他、1930年代に建造された二代目のソードフィッシュとがある。また、アメリカ海軍のサーゴ級潜水艦およびスケート級原子力潜水艦にも同名の潜水艦が存在する(→ソードフィッシュ_(サーゴ級潜水艦)、ソードフィッシュ_(原子力潜水艦))。その他、駆逐艦にもソードフィッシュ (駆逐艦)が存在する。
- 公試時のソードフィッシュ